# Glock 25
Glock 25 — самозарядный пистолет фирмы Glock под патрон 9×17 мм. Пистолет разработан для тех стран, в которых запрещено законом использование военных патронов в гражданском оружии.

## Конструкция
Glock 25 имеет конструкцию одинаковую с другими пистолетами фирмы Глок, за исключением использования другого принципа работы автоматики — принципа свободного затвора. Ударно-спусковой механизм ударниковый, с частичным взведением, и довзведением при каждом выстреле. Имеются три автоматических предохранителя: предохранитель на спусковом крючке блокирует движение крючка назад, освобождая его только при нажатии непосредственно на сам спусковой крючок; один предохранитель ударника делает невозможным выстрел при срыве ударника, второй блокирует ударник до тех пор пока не будет выжат спусковой крючок, ручных предохранителей пистолет не имеет. Рамка пистолета сделана из полимерного материала.

## На вооружении
- Мексика — в полиции, 3,030 экземпляров приобретено в 2009 году[5].

## Интересные факты
- Пистолет недоступен для свободной покупки в США, поскольку не соответствует требованиям о импортировании оружия по закону 1968 года.